# Liste des médaillés olympiques tunisiens
La liste des médaillés olympiques tunisiens compte, au terme des Jeux olympiques d'été de 2024, neuf sportifs et trois sportives ayant décroché un total de 18 médailles depuis la première participation du pays aux Jeux olympiques d'été de 1960 : Mohammed Gammoudi, Habib Galhia, Fathi Missaoui, Oussama Mellouli, Habiba Ghribi, Inès Boubakri, Marwa Amri, Oussama Oueslati, Mohamed Khalil Jendoubi, Ahmed Hafnaoui, Farès Ferjani et Firas Katoussi.
Gammoudi est le premier sportif à obtenir une médaille d'or, Galhia le premier boxeur à être médaillé, Mellouli le second médaillé d'or et le premier nageur médaillé, Ghribi la première athlète féminine médaillée, Inès Boubakri la première escrimeuse médaillée, Marwa Amri la première lutteuse médaillée et Oussama Oueslati le premier taekwondoïste médaillé.

## Mohammed Gammoudi
- Jeux olympiques d'été de 1964 à Tokyo :
  -  10 000 mètres[1]
- Jeux olympiques d'été de 1968 à Mexico :
  -  5 000 mètres[1]
  -  10 000 mètres[1]
- Jeux olympiques d'été de 1972 à Munich :
  -  5 000 mètres[1]

## Habib Galhia
- Jeux olympiques d'été de 1964 à Tokyo[2],[3] (poids super-légers) :
  - Bat Wim Gerlach (en) ( Pays-Bas) 3-2
  - Bat Om Prasad Pun (en) ( Népal) par KO au 1er round
  - Bat Félix Betancourt (en) ( Cuba) par KO au 1er round
  -  Perd contre Yevgeniy Frolov ( Union soviétique) 0-5

## Fathi Missaoui
- Jeux olympiques d'été de 1996 à Atlanta[4] (poids super-légers) :
  - Bat Lee Trautsch (en) ( Australie) 25-9
  - Bat Francie Barrett (en) ( Irlande) 18-6
  - Bat Mohamed Allalou ( Algérie) 16-15
  -  Perd contre Oktay Urkal ( Allemagne) 6-20

## Oussama Mellouli
- Jeux olympiques d'été de 2008 à Pékin :
  -  1 500 mètres nage libre en 14 min 40 s 84
- Jeux olympiques d'été de 2012 à Londres :
  -  1 500 mètres nage libre en 14 min 40 s 31
  -  10 km (eau libre) en 1 h 49 min 55 s 1

## Habiba Ghribi
- Jeux olympiques d'été de 2012 à Londres :
  -  3 000 m steeple en 9 min 8 s 37 (NR)

Le 6 août 2012, elle devient la première Tunisienne, et la deuxième athlète de Tunisie tous sexes confondus à décrocher une médaille olympique, après Gammoudi.

## Inès Boubakri
- Jeux olympiques d'été de 2016 à Rio de Janeiro :
  - Bat Noura Mohamed ( Égypte) 15-4
  - Bat Shiho Nishioka ( Japon) 15-10
  - Bat Eleanor Harvey ( Canada) 15-13
  - Perd contre Elisa Di Francisca ( Italie) 9-12
  -  Bat Aida Shanayeva ( Russie) 15-11

## Marwa Amri
- Jeux olympiques d'été de 2016 à Rio de Janeiro :
  - Perd contre Kaori Ichō ( Japon) 0-4
  - Bat Elif Jale Yeşilırmak ( Turquie) 3-1
  -  Bat Yuliya Ratkeviç ( Azerbaïdjan) 3-1

## Oussama Oueslati
- Jeux olympiques d'été de 2016 à Rio de Janeiro :
  - Bat Nikita Rafalovich (en) ( Ouzbékistan) 11-8
  - Bat Liu Wei-ting (en) ( Taipei chinois) 1-0
  - Perd contre Cheick Cissé ( Côte d'Ivoire) 6-7
  -  Bat Steven López ( États-Unis) 14-5

## Mohamed Khalil Jendoubi
- Jeux olympiques d'été de 2020 à Tokyo :
  - Bat Mikhaïl Artamonov ( Russie) 25-18
  - Bat Solomon Demse (en) ( Éthiopie) 32-9
  - Bat Jang Jun ( Corée du Sud) 25-19
  -  Perd contre Vito Dell'Aquila ( Italie) 12-16
- Jeux olympiques d'été de 2024 à Paris :
  - Bat Lev Korneev (en) ( Serbie) 14-6
  - Bat Bailey Lewis (en) ( Australie) 13-7
  - Perd contre Park Tae-joon ( Corée du Sud) 8-19
  -  Bat Adrián Vicente Yunta ( Espagne) 23-4

## Ahmed Hafnaoui
- Jeux olympiques d'été de 2020 à Tokyo :
  -  400 mètres nage libre en 3 min 43 s 36

## Farès Ferjani
- Jeux olympiques d'été de 2024 à Paris :
  - Bat Gu Bon-gil ( Corée du Sud) 15-8
  - Bat Csanád Gémesi ( Hongrie) 15-14
  - Bat Shen Chenpeng ( Chine) 15-14
  - Bat Ziad El-Sissy ( Égypte) 15-11
  -  Perd contre Oh Sang-uk ( Corée du Sud) 11-15

## Firas Katoussi
- Jeux olympiques d'été de 2024 à Paris :
  - Bat Leon Sejranovic (en) ( Australie) 11-1
  - Bat Edi Hrnic ( Danemark) 6-0
  - Bat Carl Nickolas (en) ( États-Unis) 2-2
  -  Bat Mehran Barkhordari ( Iran) 9-3